# Pete Maravich
Peter Press Maravich (født 22. juni 1947, død 5. januar 1988), ofte kendt ved kælenavnet Pistol Pete, var en amerikansk basketballspiller. Han anses som en af de bedste collegebasketballspillere nogensinde, og spillede herefter 10 sæsoner i NBA.

## Collegekarriere
Maravich spillede collegebasketball ved Lousiana State University, hvor han blev etableret som en af de bedste collegebasketballspillere nogensinde. I sine tre år med holdet, så var han landets mest scorede collegespiller hvert år, og han scorede 44,2 point per kamp i sin collegekarriere. Han holder stadig i dag rekord for flest point i en collegekarriere nogensinde, på trods af, at han kun spillere tre år i college, i stedet for de normale fire, som resultat af reglerne ikke tillod ham at spille på holdet, før hans andet år.

## Professionelle karriere

### Atlanta Hawks
Maravich draftet af Atlanta Hawks med det tredje valg i 1970. Han spillede fire år i Atlanta, hvor han imponerede som scorer, og dannede en spænede duo sammen med Lou Hudson. Det lykkedes dog aldrig, at vinde særlig mange kampe for Hawks med Maravich på holdet.

### New Orleans Jazz
I 1974 blev Maravich sendt til New Orleans Jazz i bytte for to spillere og fire draft picks. Jazz var et nyt hold i NBA, og havde brug for en spiller, som kunne trække fans, og her blev Maravich valgt på grund af hans spil og fordi han var en collegestjerne i staten tidligere.
Hans bedste sæson i NBA var 1976-77 sæsonen, hvor han ledte ligaen i scoring, da han scorede 31,1 point per kamp. Den 25. februar 1977 scorede han 68 point i en kamp imod New York Knicks, og satte hermed en rekord for flest point scoret af en guard i en kamp på tidspunktet, da han slog Jerry Wests rekord af 63 point.
Resten af Maravichs karriere var dog plaget af gentagende knæskade, som begrænsede hans spilletid markant. Klubben flyttede i 1979 til Salt Lake City, og blev omdøbt til Utah Jazz. Han spillede dog kun 17 kampe i Utah som resultat af skaderne.

### Boston Celtics
I januar 1980 ophævede Jazz deres kontrakt med Maravich, og han skrev under med Boston Celtics. Efter 1979-80 sæsonens udgang, så annoncerede Maravich, at han stoppede spillerkarrieren som resultat af skaderne.

## Privat
Maravich døde den 5. januar 1988, da han kollapsede med et hjerteanfald under en basketkamp i hans fritid.